# Voyah

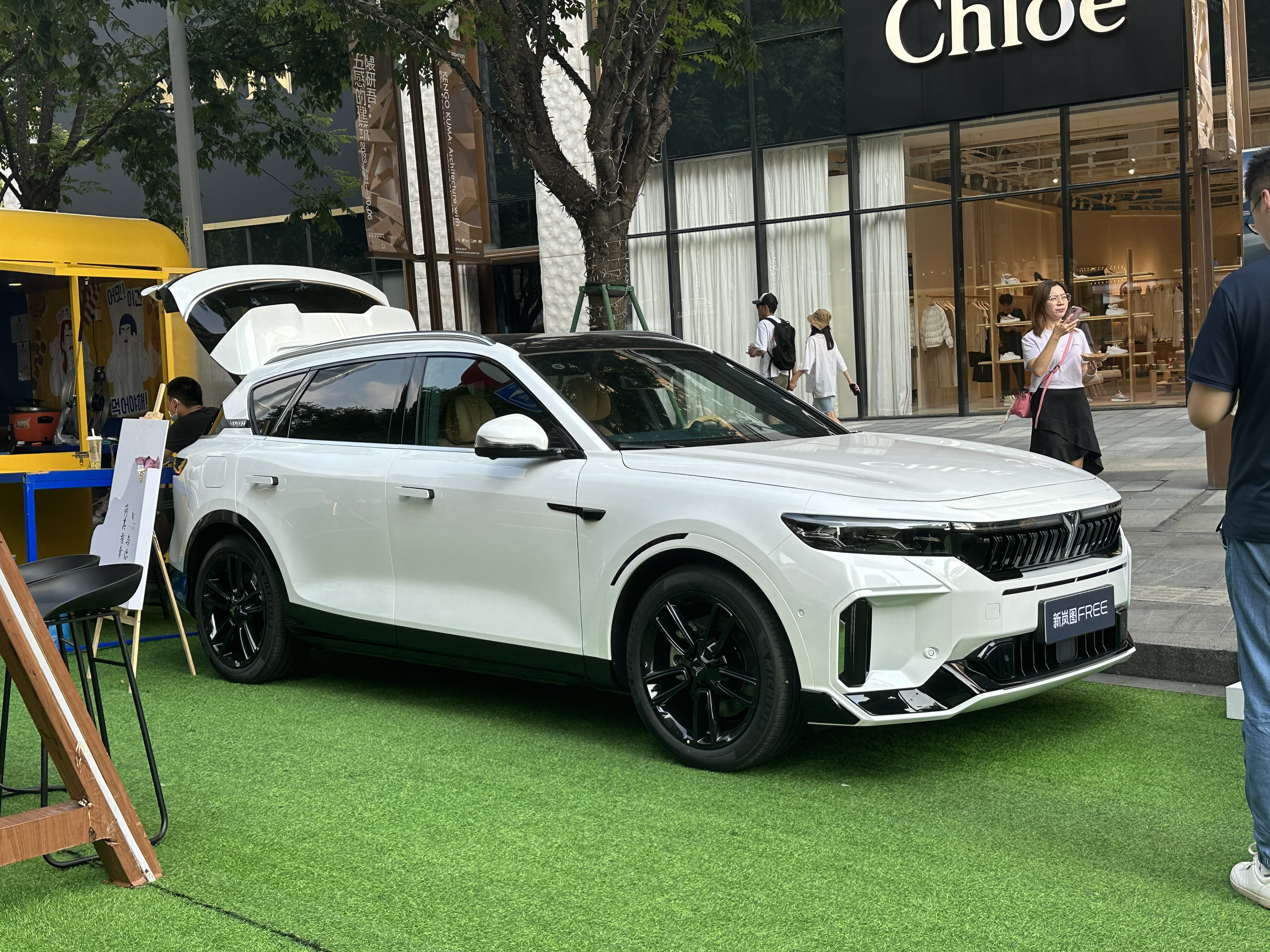
Voyah Free

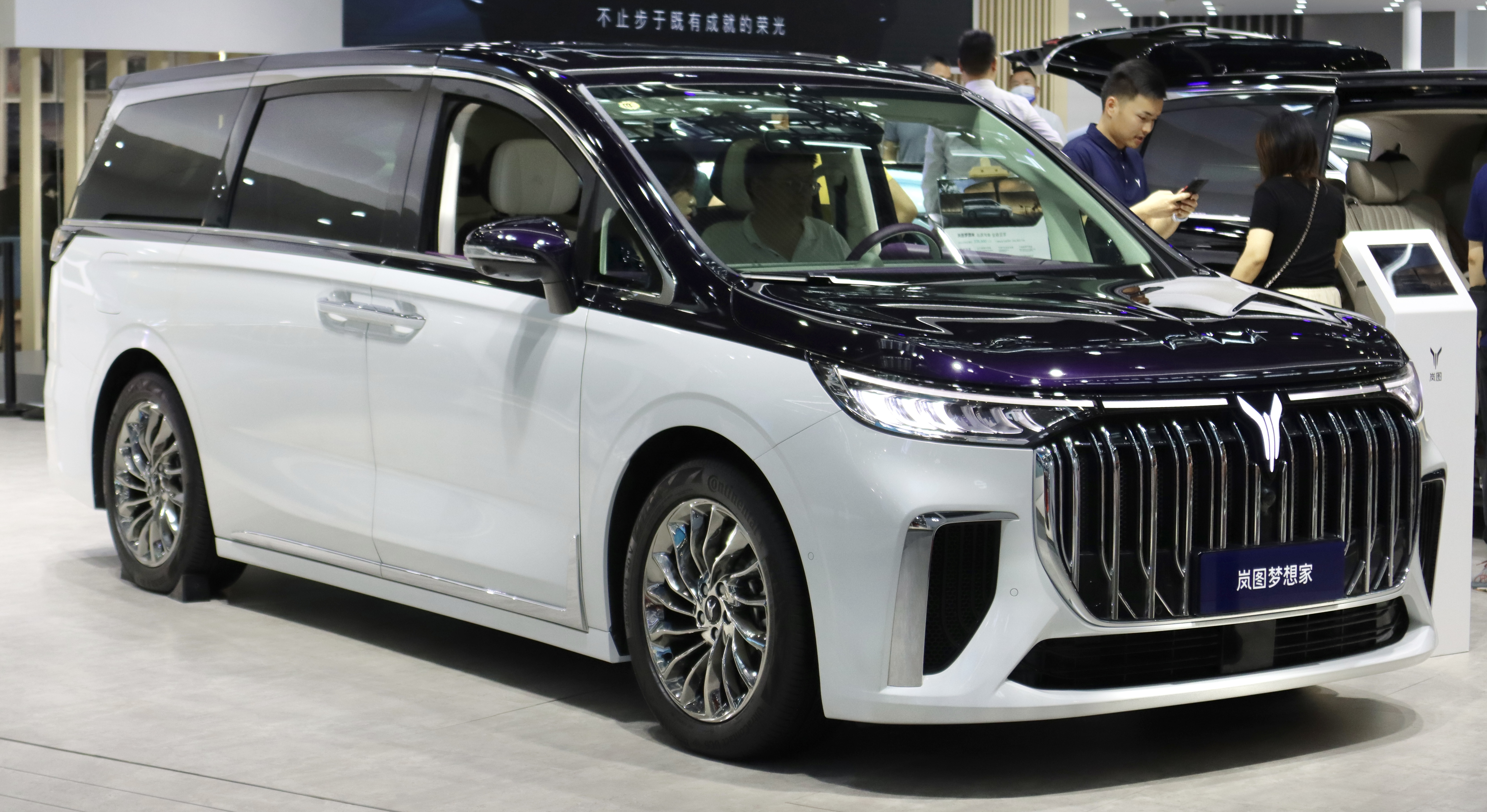
Voyah Dreamer

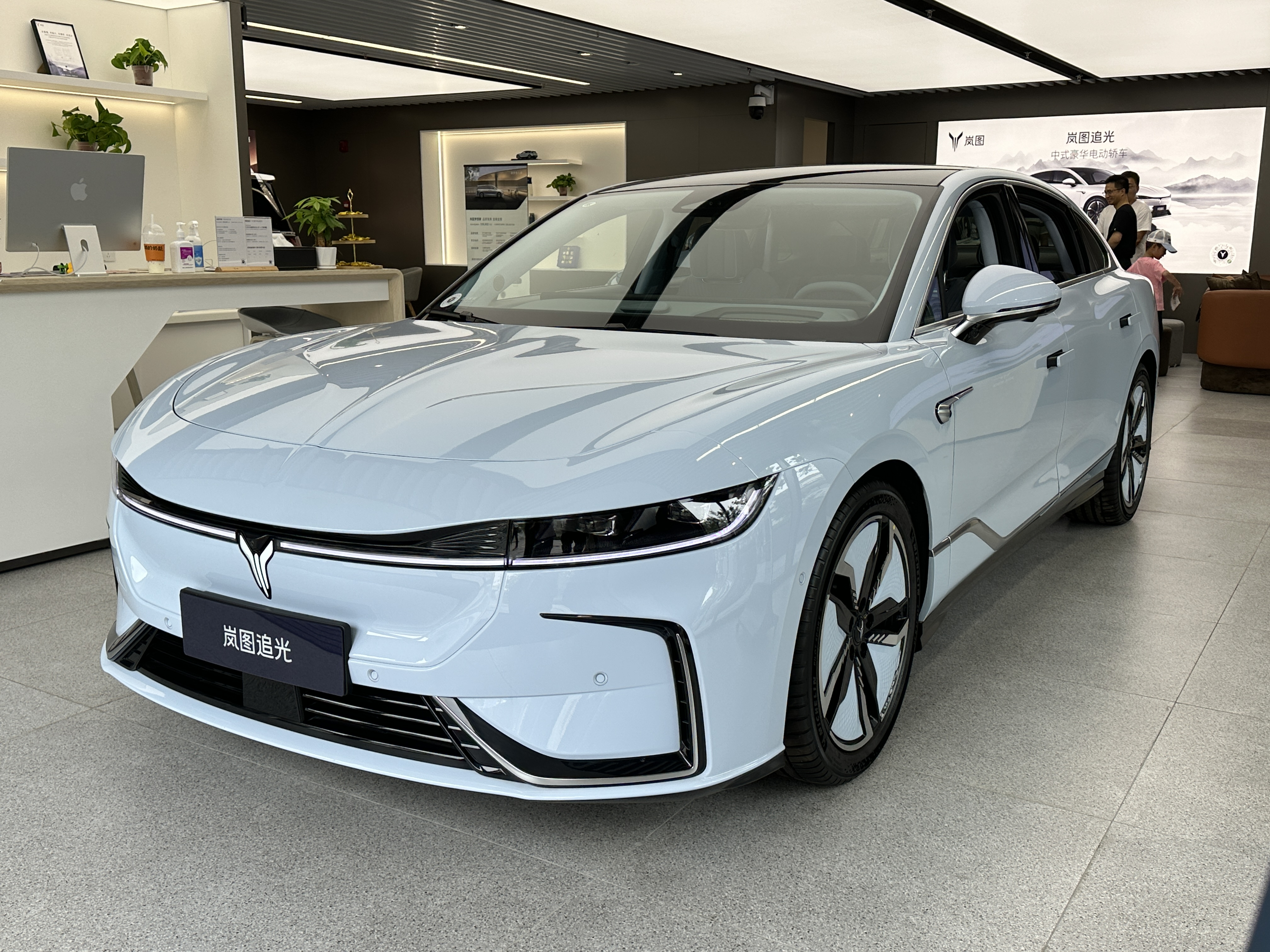
Voyah Passion

Voyah (рус. Во́я) — премиальное подразделение китайской компании Dongfeng, а также одноимённая серия электромобилей данной торговой марки. Базируется на выпуске гибридных и аккумуляторных электромобилей.
В 2020 году были представлены концепт-кары Voyah i-Land и Voyah i-Free. Первый серийный экземпляр был представлен в 2021 году. Дизайн транспортных средств разработан Italdesign Giugiaro. Автомобили выпускаются на платформе Electric Smart Secure Architecture (ESSA).
С 2023 года автомобили продаются в Израиле, России, Беларуси, Норвегии, Дании, Швейцарии, Финляндии. В 2024 году, автомобили Voyah были представлены в Испании, Италии, Голландии, Болгарии, Чехии, Словении, Словакии, Венгрии.

## История
Первый автомобиль компании Voyah был представлен в сентябре 2020 года. 18 декабря 2020 года официально был представлен первый автомобиль под брендом Voyah — Voyah Free. Его запас хода составляет 500—860 км.

## Модельный ряд
Линейка Voyah предлагает данную гамму автомобилей:
- Voyah Free — кроссовер.
- Voyah Dreamer (Dream для европейского рынка) — минивэн.
- Voyah Zhuiguang (Passion для европейского рынка) — седан бизнес-класса.
- Voyah Zhiyin (Courage для европейского рынка) — внедорожник.